# کیش‌تارچا
کیش‌‌تارچا (به مجاری:  Kistarcsa) یک منطقهٔ مسکونی در مجارستان است که در ناحیه گودوللو واقع شده‌است. کیش‌‌تارچا ۱۱٫۰۲ کیلومتر مربع مساحت و ۱۲٬۶۴۵ نفر جمعیت دارد.